# Composição das forças militares em Salamanca durante a Guerra Peninsular em 15 de julho de 1812
Nota Prévia:
Os dados a seguir apresentados baseiam-se essencialmente na obra de Charles Oman. Para os restantes dados, tais como a identificação (nome completo) dos militares, foram consultadas as restantes obras. Sempre que se detectaram contradições na composição das forças e nos efectivos apresentados, prevaleceram os dados apresentados por Charles Oman. Embora referentes à Batalha de Salamanca, travada a 22 de Julho, estes dados referem-se à data a que respeitam os documentos em que Charles Oman baseou o seu trabalho.

## O exército de Wellington
O exército anglo-luso encontrava-se sob o comando do Tenente-general Sir Arthur Wellesley. Tratava-se de um exército britânico onde tinham sido integradas algumas unidades portuguesas. Era formado por 30.562 militares britânicos, de todos os postos, e 18.017 militares portugueses. Estes números, bem como os que a seguir se apresentam, foram obtidos por Charles Oman no morning state  de 15 de Julho de 1812. Este exército estava organizado em divisões. A designação das unidades é feita em Língua Inglesa ou Portuguesa conforme a sua origem.

O chefe do estado-maior de Wellington era o Marechal William Carr Beresford, situação pouco usual pois, por norma, ninguém desempenhava este cargo sendo as tarefas inerentes divididas pelos Military Secretary, Quartermaster-General e Ajudant-General. O Military Secretary era o Capitão Lord Fitzroy Somerset. O Quartermaster-General (Quartel-mestre-general) era o Coronel James Gordon e o Ajudant-General (Ajudante-general) era o Major-general Charles Stewart. O comandante da Royal Artellery era o Tenente-coronel Haylet Framingham.

### Infantaria
- 1ª Divisão, sob comando do Major-general Frederick Campbell. Tinha um efectivo efectivo de 6.423 homens  e estava organizada em três brigadas, sendo uma delas de tropas da King's German Legion:

1ª Brigada, sob comando do Coronel Fermor. Tinha um efectivo de 1.972 homens e era constituída pelo 1º batalhão do Coldstream Guards (954), 1º batalhão do Third Guards (961) e uma companhia do 5/60th Foot (57).

2ª Brigada, sob comando do Major-general Henry Wheatley. Tinha um efectivo de 2.628 homens e era constituída pelos 2/24th Foot (421), 1/42nd Foot (1.079), 2/58th Foot (400), 1/79th Foot (674) e uma companhia do 5/60th Foot (54).

3ª Brigada, sob comando do Major-general Barão de Löw. Tinha um efectivo de 1.823 homens da King's German Legion e era constituída pelos 1º, 2º e 5º batalhões de infantaria de linha daquela força com, respectivamente 641, 627 e 555 homens.

- 3ª Divisão, sob o comando do Major-general Edward Michael Pakenham. Tinha um efectivo total de 5.875 homens e estava organizada em três brigadas, sendo uma delas portuguesa:

1ª Brigada (britânica), sob o comando do Tenente-coronel Alexander Wallace. Tinha um efectivo de 1.802 homens e era constituída pelos 1/45th Foot (442), 74th Foot (443), 1/88th Foot (663) e três companhias do 5/60th Foot (254).

2ª Brigada (britânica), sob comando do Tenente-coronel James Campbell. Tinha um efectivo de 1.876 homens e era constituída pelos 1/5th Foot (902), 2/5th Foot (308), 2/83rd Foot (319) e 94th Foot (347).

3ª Brigada (portuguesa), sob comando do Marechal de campo Manley Power. Tinha um efectivo de 2.197 homens e era constituída pelos 1º e 2º batalhões dos Regimentos de Infantaria 9 e 21 e por Caçadores 12.

- 4ª Divisão, sob o comando do Tenente-general Galbraith Lowry Cole. Tinha um efectivo total de 5.236 homens e estava organizada em três brigadas, sendo uma delas portuguesa:

1ª Brigada (britânica), sob o comando do Major-general William Anson. Tinha um efectivo de 1.261 homens e era constituída pelos 3/27th Foot (633), 1/40th Foot (582) e uma companhia do 5/60th Foot (46).

2ª Brigada (britânica), sob comando do Tenente-coronel Ellis. Tinha um efectivo de 1.421 homens e era constituída pelos 1/7th Foot (495), 1/23rd Foot (446), 1/48th Foot (426) e uma companhia do Brunswick Öels (54).

3ª Brigada (portuguesa), sob comando do Coronel Thomas William Stubbs. Tinha um efectivo de 2.554 homens e era constituída pelos 1º e 2º batalhões dos Regimentos de Infantaria 11 e 23 e por Caçadores 7.

- 5ª Divisão, sob o comando do Tenente-general James Leith. Tinha um efectivo total de 6.691 homens e estava organizada em três brigadas, sendo uma delas portuguesa:

1ª Brigada (britânica), sob o comando do Tenente-coronel Greville. Tinha um efectivo de 2.606 homens e era constituída pelos 3/1st Foot (761), 1/9th Foot (666), 1/38th Foot (800), 2/38th Foot (301) e uma companhia do Brunswick Öels.

2ª Brigada (britânica), sob comando do Major-general William Henry Pringle. Tinha um efectivo de 1.446 homens e era constituída pelos 1/4th Foot (457), 2/4th Foot (654), 2/30th Foot (349), 2/44th Foot (251) e uma companhia do 5/60th Foot (69).

3ª Brigada (portuguesa), sob o comando do Brigadeiro William Frederick Spry. Tinha um efectivo de 2.305 homens e era constituída pelos 1º e 2º batalhões dos Regimentos de Infantaria 3 e 15 e Caçadores 8.

- 6ª Divisão, sob comando do Major-general Henry Clinton. Tinha um efectivo total de 5.541 homens e estava organizada em três brigadas, sendo uma delas portuguesa:

1ª Brigada (britânica), sob o comando do Major-general Richard Hulse. Tinha um efectivo de 1.464 homens e era constituída pelos 1/11th Foot (516), 2/53rd Foot (341), 1/61st Foot (546) e uma companhia do 5/60th Foot.

2ª Brigada (britânica), sob o comando do Coronel Hinde. Tinha um efectivo de 1.446 homens e era constituída pelos 2nd Foot (408), 1/32nd Foot (609) e 1/36th Foot (429).

3ª Brigada (portuguesa), sob o comando do Brigadeiro D. Luís Inicêncio Benedito de Castro, conde de Resende. Tinha um efectivo de 2.631 homens e era constituída pelos 1º e 2º batalhões dos Regimentos de Infantaria 8 e 12 e por Caçadores 9.

- 7ª Divisão, sob comando do Major-general John Hope. Tinha um efectivo total de 5.185 homens e estava organizada em três brigadas, sendo uma delas portuguesa:

1ª Brigada (britânica), sob comando do Coronel Colin Halkett. Tinha um efectivo de 1.659 homens e era constituída pelos 1º e 2º  batalhões de infantaria ligeira da King's German Legion (569+494) e o Regimento de Brunswick Öels a nove companhias (596).

2ª Brigada (britânica), sob comando do Major-general von Bernewitz. Tinha um efectivo de 1.358 homens e era constituída  pelos 51st Foot (307), 68th Foot (338) e os Chasseurs Britanniques (713).

3ª Brigada (portuguesa), sob comando do Coronel Richard Collins. Tinha um efectivo de 2.168 homens e era constituída pelos 1º e 2º batalhões dos Regimentos de Infantaria 7 e 19 e por Caçadores 2.

- Divisão Ligeira, sob o comando do Tenente-general Charles von Alten. Tinha um efectivo total de 3.548 homens e estavam organizados em duas brigadas nas quais se incorporavam dois batalhões de caçadores portugueses:

1ª Brigada, sob comando do Tenente-coronel Barnard. Tinha um efectivo de 1.440 militares britânicos mais os portugueses pertencentes a Caçadores 3. As subunidades britânicas eram o 1/53rd Foot (749) e destacamentos dos 2/95th e 3/95th Rifles (392).

2ª Brigada, sob o comando do Major-general Vandeleur. Tinha um efectivo de 1.341 homens mais Caçadores 1. As subunidades britânicas eram o 1/52nd Foot e o 1/95th Rifles a oito companhias (542).

- 1ª Brigada do Exército Português, sob o comando do Brigadeiro Dennis Pack, não estava integrada em nenhuma divisão. Tinha um efectivo de 2.605 homens e era constituída pelos 1º e 2º batalhões dos Regimentos de Infantaria 1 e 16 e por Caçadores 4.

- 10ª Brigada do Exército Português, sob o comando do Marechal-de-campo Thomas Bradford, não estava integrada em nenhuma divisão. Tinha um efectivo de 1.894 homens e era constituída pelos 1º e 2º batalhões dos Regimentos de Infantaria 13 e 14 e por Caçadores 5.

### Cavalaria
A cavalaria britânica, assim como a portuguesa que tinha sido integrada no exército de Wellington, estava organizada em brigadas. O corpo de cavalaria assim formado, sob comando do Tenente-general Stapleton Cotton. Estiveram presentes em Salamanca quatro brigadas britânicas e uma brigada portuguesa. Ao todo, formaram um corpo de 4.035 sabres.

- 1ª Brigada, sob comando do Major-general John Gaspard Le Marchant, tinha um efectivo de 1.032 homens e era constituída por esquadrões[21] pertencentes aos 3rd Dragoons[22] (391), 4th Dragoons (340) e 5th Dragoon Guards (335).

- 2ª Brigada, sob comando do Major-general George Anson, tinha um efectivo de 1.004 homens pertencentes aos 11º, 12º e 16º Light Dragoons[23] (391+340+273).

- 3ª Brigada, sob comando do Major-general Victor von Alten, tinha um efectivo de 746 homens pertencentes aos 14th Light Dragoons (347) e 1st Hussars KGL<re>1º Regimento de Hussardos da King's German Legion.</ref> (399).

- 4ª Brigada, sob comando do Major-general Eberhard Otto Georg von Bock, tinha um efectivo de 771 homens pertencentes aos 1st e 2nd Dragoons KGL (364+407).

- 5ª Brigada (portuguesa), sob o comando do Brigadeiro Benjamim D'Urban, tinha um efectivo de 482 homens pertencentes aos Regimentos de Cavalaria 1 e 11 (Dragões). Desta brigada estavam destacados noutras missões os Regimentos de Cavalaria 6 e 12.

### Artilharia
Wellington podia dispor de oito baterias de artilharia de vários tipos, com um total de 54 bocas de fogo. Destas, uma bateria pertencia à King's German Legion e outra era portuguesa. As bateria eram designadas pelo nome do seu comandante. Da artilharia presente em Salamanca, conhece-se as designações das baterias (companhias, como eram então chamadas) e os respectivos comandantes, o tipo de artilharia a que correspondia cada bateria (de campanha ou a cavalo) e os números globais referentes às bocas de fogo. Os dados disponíveis na bibliografia indicada não permitem indicar a composição exacta de cada bateria.

A artilharia a cavalo – Royal Horse Artillery – estava presente com três baterias britânicas:

Bateria Ross (Major H. D. Ross), atribuída à Divisão Ligeira.

Bateria Macdonald (Capitão R. Macdonald), atribuída à 7ª Divisão.

Bateria Bull (Major R. Bull), atribuída ao corpo de cavalaria.

A artilharia de campanha era constituída por quatro baterias britânicas (uma da KGL) e uma portuguesa:

Bateria Lawson (Capitão R. Lawson), britânica, atribuída à 5ª Divisão.

Bateria Gardiner (Major R. W. Gardiner), britânica, atribuída à 1ª Divisão.

Bateria Eglié (Capitão J. P. Eglié), britânica, passou a ser comandada pelo Capitão W. Greene, quando Eglié foi morto durante o cerco aos fortes na cidade de Salamanca; foi atribuída à 6ª Divisão.

Bateria Douglas (Capitão R. Douglas), britânica, foi atribuída à 3ª Divisão.

Bateria Sympher (Capitão F. Sympher), da KGL, atribuída à 4ª Divisão.

Bateria Arriaga (Major S. J. de Arriaga), portuguesa, que formava a Reserva de Artilharia.

Ao todo os Aliados dispunham de:

15 peças de 9 libras

30 peças de 6 libras

9 obuses de 5,5 polegadas (um por bateria)

## As forças espanholas
Os espanhóis apoiaram Wellington com dois tipos de forças. Por um lado, as guerrilhas que criaram situações de insegurança para as forças de ocupação francesas, impedindo-as de libertar mais efectivos para o exército de campanha. Por outro lado as forças regulares, numa representação quase simbólica, reduzidas a uma divisão de infantaria composta por um corpo de forças heterogéneas, sob comando do General Carlos de España. Esta divisão tinha um efectivo total de 3.360 homens e era formada pelas seguintes subunidades:

2º Regimento da Princesa

Tiradores de Castilla

2º regimento de Jaen

3º Batalhão do 1º Regimento de Sevilha

Caçadores de Castilla

Lanceros de Castilla

## As forças francesas
O Exército de Portugal estava sob comando do Marechal Auguste-Frédéric-Louis Viesse de Marmont. Tinha um efectivo de 43.266 homens de infantaria, 3.575 de cavalaria e 2.806 homens pertencentes à Reserva de Artilharia, engenheiros e sapadores, gendarmerie, equipages militaires e estado maior geral. A artilharia dispunha de 78 bocas de fogo. Contrariamente ao que observámos nos exércitos franceses que invadiram Portugal, estava organizado em divisões e não em corpos de exército. Tinha a seguinte constituição:

### Infantaria
- 1ª Divisão, sob o comando do General de Divisão Maximilien Sébastien Foy. Tinha um efectivo total de 5.147 homens dos quais 214 pertenciam à artilharia, trens, estado-maior, etc.. Os restantes pertenciam a duas brigadas de infantaria:

Brigada Chemineau (General de Brigada Jean Chemineau). Tinha um efectivo de 2.569 homens e era constituída por dois batalhões do 6ème Légère (1.100) e dois batalhões do 69ème Ligne (1.458).

Brigada Desgraviers-Berthelot (General de Brigada François-Ganivet Desgraviers-Berthelot). Tinha um efectivo de 2.374 homens e era constituída por dois batalhões do 39ème Ligne (967) e dois batalhões do 76ème Ligne (1.407).

- 2ª Divisão, sob o comando do General de Divisão Bertrand Clauzel.[29] Tinha um efectivo total de 6.562 homens dos quais 226 pertenciam à artilharia, trens, estado-maior, etc.. Os restantes pertenciam a duas brigadas de infantaria:

Brigada Berlier (General de Brigada Pierre-André-Hercule Berlier). Tinha um efectivo de 3.216 homens e era constituída por três batalhões do 25ème Légèr (1.539) e dois batalhões do 27ème Ligne (1.677).

Brigada Barbot (General de Brigada Marie Étienne de Barbot). Tinha um efectivo de 3.120 homens e era constituída por três batalhões do 50ème Ligne (1.542) e dois batalhões do 59ème Ligne (1.578).

- 3ª Divisão, sob o comando do General de Divisão Claude François Ferey. Tinha um efectivo total de 5.689 homens dos quais 307 pertenciam à artilharia, trens, estado-maior, etc.. Os restantes elementos pertenciam duas brigadas de infantaria:

Brigada Menne (General de Brigada Jean-Baptiste Pierre Menne). Tinha um efectivo de 2.594 homens e era constituída por dois batalhões do 31ème Légèr (1.405) e dois do 26ème Ligne (1.189).

Brigada (?). Tinha um efectivo de 2.788 homens e era constituída por três batalhões do 47ème Ligne (1.625) e dois do 70ème Ligne  (1.163).

- 4ª Divisão, sob o comando do General de Divisão Jacques Thomas Sarrut. Tinha um efectivo total de 5.002 homens dos quais 243 pertenciam à artilharia, trens, estado-maior, etc.. Os restantes elementos pertenciam a duas brigadas de infantaria:

Brigada Friririon (General de Brigada Joseph François Fririon). Tinha um efectivo de 3.477 homens e era constituída por três batalhões do 2ème Légère (1.838) e três do 36ème Ligne (1.639).

Brigada (?). Tinha um efectivo de 1.282 homens e era constituída por três batalhões do 4ème Légèr. Esta brigada contava ainda com o 130ème Ligne que se encontrava destacado e não participou na batalha.

- 5ª Divisão, sob o comando do General de Divisão Antoine Louis Popon de Maucune. Tinha um efectivo total de 5.244 homens dos quais 216 pertenciam à artilharia, trens, estado-maior, etc.. Os restantes elementos pertenciam a duas brigadas de infantaria:

Brigada Arnaud (General de Brigada Jean Baptiste Arnaud). Tinha um efectivo de 2.836 homens e era constituída por três batalhões do 15ème Ligne (1.667) e dois do 66ème (1.169).

Brigada Monfort (General de Brigada Jacques de Monfort). Tinha um efectivo de 2.192 homens e era constituída por dois batalhões do 82ème Ligne (1.007) e dois do 86ème Ligne (1.185).

- 6ª Divisão, sob o comando do General de Divisão Antoine François Brenier de Montmorand. Tinha um efectivo total de 4.558 homens dos quais 208 pertenciam à artilharia, trens, estado-maior, etc.. Os restantes pertenciam a duas brigadas de infantaria:

Brigada Taupin (General de Brigada Éloi Charlemagne Taupin). Tinha um efectivo de 2.706 homens e era constituída por dois batalhões do 17ème Légèr (1.120) e três do 65ème Ligne.

Brigada (?). Tinha um efectivo de 1.635 homens e era constituída por três batalhões do 22ème Ligne e alguns elementos do Régiment de Prusse (88).

- 7ª Divisão, sob o comando do General de Brigada Jean Guillaume Barthélemy Thomières. Tinha um efectivo total de 4.543 homens dos quais 208 pertenciam à artilharia, trens, estado-maior, etc.. Os restantes pertenciam a duas brigadas:

Brigada Bonté (General de Brigada Michel Louis Joseph Bonté). Tinha um efectivo de 2.841 homens e era constituída por três batalhões do 1ème Ligne (1.718) e dois do 62ème Ligne (1.123).

Brigada (?). Tinha um efectivo de 1.449 homens e era constituída por três batalhões do 101ème Ligne. O 23ème Légèr, que pertencia à brigada, encontrava-se em Astorga.

- 8ª Divisão, sob o comando do General de Brigada François Antoine Bonnet. Tinha um efectivo total de 6.521 homens dos quais 110 pertenciam à artilharia, trens, estado-maior, etc.. Os restantes pertenciam a duas brigadas:

Brigada Gautier (General de Brigada Etienne de Gautier). Tinha um efectivo de 2.966 homens e era constituída por três batalhões do 118ème Ligne (1.637) e três do 119ème Ligne (1.329).

Brigada (?). Tinha um efectivo de 3.445 homens e era constituída por três batalhões do 120ème Ligne (1.808) e três do 122ème Ligne (1.637).

### Cavalaria
A cavalaria francesa estava organizada em duas divisões, uma de cavalaria ligeira, outra de cavalaria pesada, cada uma composta por duas brigadas.
- Divisão de Cavalaria Ligeira, sob o comando do General de Brigada Jean-Baptiste Théodore Curto. Tinha um efectivo total de 1.879 homens organizados da seguinte forma:

1ª Brigada (não se conhece a identidade do comandante), com um efectivo de 889 homens pertencentes a três esquadrões do 3ème Hussards (248), dois do 22ème Chasseurs (253), dois do 26ème Chasseurs (294 e um do 28ème Chasseurs (94).

2ª Brigada (não se conhece a identidade do comandante), com um efectivo de 990 homens pertencentes a cinco esquadrões do 13ème Chasseurs (516), quatro do 14ème Chasseurd (322) e um Escadron de Marche (152).

- Divisão de Cavalaria Pesada, sob o comando do General de Brigada Jacques Boyé. Tinha um efectivo total de 1.696 homens organizados da seguinte forma:

1ª Brigada, sob o comando do General de Brigada Jean Augustin Carrié de Boissy, com um efectivo de 675 homens pertencentes a dois esquadrões do 15ème Dragons (343) e dois do 25ème Dragons (332).

2ª Brigada (não se conhece a identidade do comandante), com um efectivo de 825 homens pertencentes a dois esquadrões do 6ème Dragons (395) e dois do 11ème Dragons (430).

### Artilharia
A artilharia francesa dispunha de 78 bocas de fogo, parte atribuída às divisões, parte a constituir a Reserva de Artilharia. As bocas de fogo disponíveis eram as seguintes:

7 peças de 12 libras

21 peças de 8 libras

36 peças antigas (espanholas e francesas) de 4 libras

1 peça de 3 libras

13 obúses.